# Scaled Composites ARES
Das Flugzeug Scaled Composites ARES (englisch Agile Responsive Effective Support) wurde von Burt Rutan entwickelt und bei Scaled Composites gefertigt. Bei Scaled Composites wird es als Model 151 geführt. Der Erstflug wurde am 19. Februar 1990 von Doug Shane ausgeführt.

## Geschichte und Konstruktion
Die Entwicklung begann 1981 auf Anfrage der US-Armee für ein kleines billiges Erdkampfflugzeug, das im unteren Luftraum mit großer Ausdauer Luftunterstützung leisten konnte und von unpräparierten Pisten eingesetzt werden konnte. Die gesamte Maschine sollte so einfach ausgeführt werden, dass Reparaturen direkt im Feld vorgenommen werden können. Ursprünglich war eine Turboprop-Maschine mit Druckpropeller vorgesehen. Als Bewaffnung sollte eine 30 mm Kanone dienen. Scales Composites entschied sich dann, mit eigenen Mitteln eine Vorführmaschine zu bauen, die jedoch mit einem Strahltriebwerk Pratt & Whitney Canada JT15D-5 ausgerüstet wurde. Als Bewaffnung ist die Maschine mit einer GAU-12/U-25-mm-Gatling-Kanone ausgestattet. Aufgrund der relativ großen Kanone wählte Burt Rutan eine asymmetrische Auslegung. Der Lufteinlauf befindet sich auf der linken und die Kanonenmündung auf der rechten Rumpfseite, so dass ein Ansaugen von Pulverdämpfen und Mündungsfeuer verhindert wird. Zudem ist das Schubrohr schräg gestellt, um den Rückstoß auszugleichen. Das Flugzeug besitzt Canards, um die Manövrierbarkeit bei geringen Geschwindigkeiten sicherzustellen.
Im November 1991 wurden seitens der US-Luftwaffe Einsatzversuche durchgeführt, die erfolgreich abgeschlossen wurden. Insgesamt wurden 250 Flugstunden akkumuliert. Die Maschine ist weiter einsatzbereit und kann für Flugversuche genutzt werden.
Der einzige Prototyp wurde im Film Stählerne Adler III als Messerschmitt Me 263 gezeigt.

## Technische Daten
| Kenngröße             | Daten                                                 |
| --------------------- | ----------------------------------------------------- |
| Besatzung             | 1                                                     |
| Länge                 | 8,97 m                                                |
| Spannweite            | 10,67 m                                               |
| Höhe                  | 3,0 m                                                 |
| Flügelfläche          | 17,49 m²                                              |
| Streckung             | 6,5                                                   |
| Leermasse             | 1308 kg                                               |
| Startmasse            | 2767 kg                                               |
| Höchstgeschwindigkeit | 763 km/h                                              |
| Triebwerke            | 1 × Pratt & Whitney Canada JT15D-5 mit 13,14 kN Schub |
| Bewaffnung            | 1 × 25-mm-Kanone, Bomben oder Raketen                 |